# Sphecomyia occidentalis
Sphecomyia occidentalis är en tvåvingeart som beskrevs av Osburn 1908. Sphecomyia occidentalis ingår i släktet tajgablomflugor, och familjen blomflugor. Inga underarter finns listade i Catalogue of Life.